# Philip Mulryne
Philip Mulryne, OP (Belfast, 1 de enero de 1978) es un fraile dominico británico y sacerdote católico. Anteriormente había sido jugador de fútbol en el Manchester United.
Comenzó su carrera en el Manchester United antes de jugar más de 150 partidos en el Norwich City, siendo internacional con la selección de Irlanda del Norte. Tras su retiro del fútbol en 2008, Mulryne se ordenó sacerdote el 8 de julio de 2017.

## Biografía

### Carrera futbolística

#### Manchester United e Internacional con la selección de Irlanda del Norte
Aunque Mulryne nació y creció en Irlanda del Norte, se formó como jugador en el equipo juvenil del Manchester United, a donde llegó en 1994. Ganó la Copa FA Juvenil de 1995, y se convirtió en internacional con la selección de Irlanda del Norte incluso antes de su debut en el primer equipo. Su debut internacional completo llegó en febrero de 1997 contra Bélgica, pero Mulryne tuvo que esperar hasta el mes de octubre para debutar con el United ante el Ipswich en la Copa de la Liga (Inglaterra), donde fueron derrotados por 2-0. A pesar de tener condiciones para jugar como delantero, centrocampista o extremo derecho, estas posiciones fueron virtualmente monopolizadas por estrellas como David Beckham, Nicky Butt, Paul Scholes, Andy Cole y Ole Gunnar Solskjaer, por lo que Mulryne solo logró jugar unas pocas veces en el primer equipo durante las cinco temporadas que el estadio de Old Trafford. Su única aparición en la liga para el United llegó el último día de la temporada 1997-98, en la que jugó los 90 minutos completos contra Barnsley.
El 30 de agosto de 2005 Mulryne fue expulsado de la selección de Irlanda del Norte por el mánager Lawrie Sanchez por una violación de la disciplina. Se había saltado la concentración de la selección para ir a tomar unas cervezas. En total, había disputado 27 partidos con la selección, un hito culminante fue el partido contra Dinamarca en 2001.

#### Norwich City
Mulryne fichó por el Norwich City por medio millón de libras esterlinas el 25 de marzo de 1999 con la esperanza de obtener más oportunidades para el primer equipo. Mulryne hizo un comienzo prometedor en su carrera en Norwich, anotando un excelente lanzamiento de falta, en un partido televisado, donde su equipo se impuso por 1-0 en Grimsby Town en la Football League First Division. Sin embargo, un encontronazo con Christian Dailly del Blackburn Rovers, le produjo una lesión, concretamente una rotura en su pierna, poco después del inicio de la siguiente temporada. Por ello fue descartado durante la mayor parte de la temporada 1999-2000.
En la temporada 2001-02, Mulryne fue miembro del equipo de Norwich, con el que llegó a la final de los play-offs de la Football League First Division. El partido terminó 1-1 después del tiempo extra y Mulryne falló un lanzamiento, mientras que Birmingham City ganó 4-2 en los penaltis. Mulryne había fallado otra lanzamiento al comenzar esa temporada en un partido de liga contra Gillingham en Carrow Road. Sin embargo Norwich ganó ese partido 2-1. El contrato de Mulryne expiraba ese verano y había muchas especulaciones sobre su futuro hasta que firmó un nuevo contrato de tres años con el Norwich City.
Formó parte del equipo de Norwich que ganó la promoción a la Premier League como campeón de la División Uno en 2004, pero se quedaron allí solo una temporada antes de ser relegados. Mulryne partió de Carrow Road, cancelando su contrato por mutuo acuerdo poco antes de que expirara. Fichó por el Cardiff City dos meses más tarde.
Al final de la temporada 2005-06, Mulryne fue liberado de su contrato en Ninian Park después de haber hecho solo unas pocas apariciones como suplente, y no fue hasta enero de 2007 cuando encontró un nuevo club.

#### Leyton Orient
El gerente Martin Ling contrató a Mulryne para el Leyton Orient el 23 de enero de 2007. En su debut contra Brighton & Hove Albion, fueron derrotados por 4-1 en casa el 13 de febrero tras dieciséis meses sin jugar. Al final de la temporada 2006-07, fue liberado, después de haber ayudado al Leyton Orient a evitar el descenso que parecía casi seguro durante gran parte de la temporada.
Posteriormente realizó una prueba en Bournemouth y jugó en un amistoso contra Southampton. Después vino una prueba con St Mirren en Escocia. El 25 de octubre de 2007, Mulryne se unió al King's Lynn FC sin contrato. Fue liberado por el club el 1 de enero de 2008. Se anunció el 14 de marzo que Mulryne estaba entrenando con Cliftonville.

### Conversión
Tuvo una novia, Nicola Chapman, una exmodelo, que triunfó en un reality show llamado "Esposas reales de futbolistas". Por ello, cuando Philip anunció su intención de ir al seminario, causó asombro en la prensa deportiva inglesa. En 2009 tomó una decisión radical: tomarse un año fuera del futbol y regresar a Irlanda del Norte. "Durante ese año, descubrí mi verdadera vocación y mi fe nuevamente". El mismo cuenta el motivo de su conversión: "El tiempo que estuve ayudando a alcohólicos anónimos y trabajando en un centro para personas sin hogar. Reconocí en estos hombres rotos a personas que tenían una dignidad tremenda. Me mostraron el egoísmo que existía en mi como futbolista y me llevaron a darme cuenta de que cuanto mas nos entregamos a los demás, somos más verdaderamente humanos. Ver a Jesús en esos hombres es lo que verdaderamente me cambió"

### Ordenación sacerdotal
Una vez retirado como jugador de fútbol, Mulryne comenzó a realizar diversas actividades solidarias. Es entonces cuando conoce a monseñor Noel Treanor, obispo de Down y Connor, que le animó a ingresar en el seminario. En 2009, con 31 años, Mulryne comenzó su formación para ordenarse sacerdote católico. Para ello, se desplazó a Roma, donde estudió en el Pontificio Colegio Irlandés en Roma.  Tras completar sus estudios en filosofía y teología, ingresó en el noviciado dominico de Cork, y el 11 de septiembre de 2016, hizo su profesión para convertirse en fraile dominico en el convento de San Salvador en Dublín.
El 29 de octubre de 2016, Mulryne fue ordenado diácono por Diarmuid Martin, arzobispo de Dublín. El 8 de julio de 2017 fue ordenado sacerdote por el arzobispo Joseph Augustine Di Noia OP en el Priorato de San Salvador. Celebró su primera misa solemne el 10 de julio de 2017 en la iglesia St Oliver Plunkett de Belfast.